# Ol'dë
L'Ol'dë (in russo Ольдё?), chiamato anche Ol'džo (Ольджо́) e Old'uo (Олдьуо) è un fiume della Siberia Orientale, affluente di destra della Jana. Scorre nel Verchojanskij ulus della Sacha (Jacuzia), in Russia.
Il fiume proviene dal lago che porta lo stesso nome sul versante orientale della cresta Chadaran'ja (nel sistema dei monti Čerskij) e scorre mediamente in direzione sud-occidentale. La lunghezza del fiume è di 330 km, l'area del suo bacino è di 16100 km². Sfocia nella Jana a 587 km dalla sua foce.
I suoi maggiori affluenti sono: Njanneli (o Nenneli, lungo 150 km), Tirechtjach (98 km), provenienti dalla sinistra idrografica, Tënnju (97 km) dalla destra.